# 샨티 로리

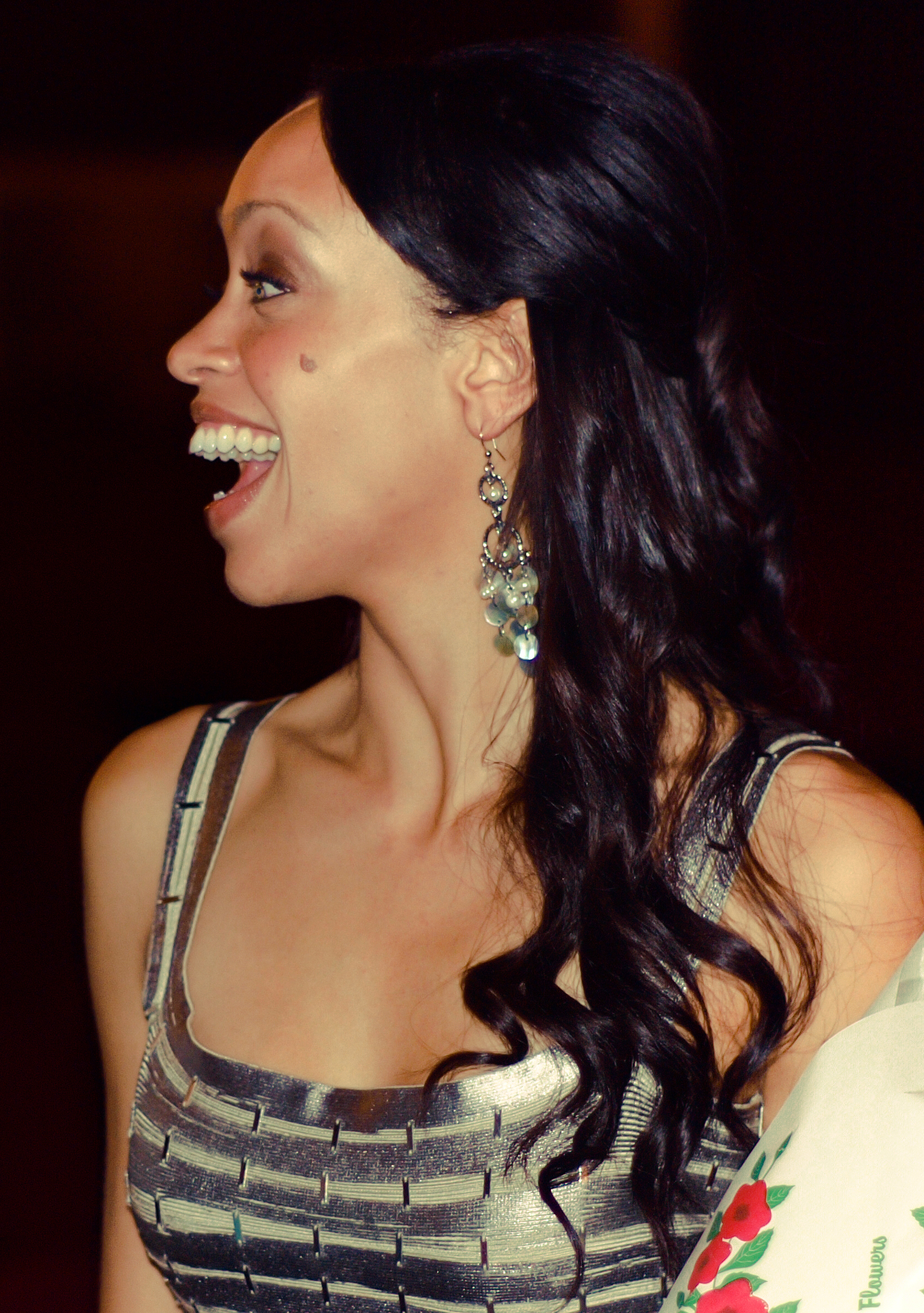

샨티 로리(Shanti Lowry, 1982년 4월 2일 ~ )는 미국의 배우, 댄서, 텔레비전 배우, 영화배우이다.
볼더에서 태어났다.

## 영화
- 후즈 드라이빙 두 (2016년)
- 루이스 (2010년)
- 더 게임 (2006년) - 디온느 역
- 리트리트 (2005년) - 클로이 역
- D.E.B.S. (2003년) - 도미니크 역
- 어 타임 포 댄싱 (2002년)